# Гезен, Август Матвеевич
Август Матвеевич Гезен (1817—1892) — чиновник Министерства народного просвещения; действительный статский советник.

## Биография
Католик, родом из рода Гезен. Отец, Матвей Петрович, — поручик прусской службы; с 1822 года — красильный мастер Московского казённого училищного красильного заведения, с 1830 года — главный суконный фабрикант при Екатеринославской суконной фабрике. Мать, Любовь Алексеевна — купчиха 2-й гильдии.
С 1835 года учился на медицинском факультете Московского университета, который окончил лекарем 1-го отделения. Служил преподавателем в различных московских учебных заведениях; преподавал физику и химию в московской Практической академии, химию — в Московском Коммерческом училище.
В 1849 году принял русское подданство. В 1860-е гг. в чине статского советника состоял при Министерстве внутренних дел и занимался по департаменту духовных дел иностранных исповеданий.
Перейдя на службу в Министерство народного просвещения, был деятельным участником реформы графа Д. А. Толстого. Как заведующий реальными и техническими училищами, неоднократно был командирован гр. Толстым за границу для изучения устройства тамошних подобных училищ. Назначенный в 1877 году членом Совета министра народного просвещения, участвовал в комиссии, выработавшей новый университетский устав. Состоя в дружеских отношениях с М. Н. Катковым, сотрудничал в «Московских ведомостях» и «Русском вестнике»; в «Современной летописи» были напечатаны его статьи: «Русские церковные песни, употреблявшиеся у римских католиков в половине XVIII в.» (1870, № 3) и «Добросовестность и ученость некоторых из наших реалистов в споре о классическом и реальном образовании» (1871, № 18, 19).
А. М. Гезен является автором обширного труда «История славянского перевода символа веры», удостоенного Уваровской премии. Этот труд стал важным вкладом в богословскую литературу, так как этот вопрос до Гезена совершенно не был затронут наукой. Гезен поставил себе задачей восстановить, по имеющимся данным, первоначальный текст славянского перевода разных символов веры и затем указать последовавшие с течением времени изменения в этом тексте.

## Семья
Жена: дочь коллежского асессора Любовь Александровна Мартынова. Их дети: Елизавета (1847—?), Фёдор (1850—?), Виктор (1855—после 1914), а также дочери Евгения и Елена.
Похоронен на Выборгском католическом кладбище.

## Сочинения
- О гомеопатии как об одном из рациональных способов лечения. — М.: Унив. тип., 1855. — 44 с.
- Где больше рациональности, в аллопатии или в гомеопатии. — СПб.: тип. Гогенфельдена и К°, 1865. — 44 с.
- Мнения иностранных учёных о некоторых вопросах, касающихся устройства университетов. — СПб.: тип. В.С. Балашева, 1877. — 47 с.
- История славянского перевода символов веры: критико-палеографические заметки; с приложением 4 снимков. — СПб., 1884 (Тип. Имп. Академии наук). — 128 с.[6]

## Источник
- Гезен, Август Матвеевич // Русский биографический словарь : в 25 томах. — СПб.—М., 1896—1918.

## Рекомендуемая литература
- ЦИАМ, ф. 1849, оп. 1, 173 ед.хр., 1806—1854